# 嫥子女王
嫥子女王（せんしじょおう、寛弘2年（1005年） - 永保元年6月16日（1081年7月24日））は、村上天皇第7皇子具平親王の三女。母は為平親王の次女。後一条天皇時の伊勢斎宮、後に藤原教通の正室。弟に源師房、姉に隆姫女王（藤原頼通室）、敦康親王妃がいる。

## 略歴
長和5年（1016年）2月19日、後一条天皇の即位に伴い、斎宮に卜定された。寛仁2年（1018年）伊勢に群行。万寿2年（1025年）、勅使を迎えて裳着が行われた。長元4年（1031年）、酒乱に乗じて伊勢神宮の荒魂と称して託宣を下し、斎宮権頭藤原相通夫妻の不正、また朝廷の斎宮祭祀軽視を非難した（斎王託宣事件）。長元9年（1036年）4月17日、後一条天皇の崩御により退下。
永承6年（1051年）、3年前に禔子内親王（三条天皇皇女）を亡くした藤原教通の継室となった。教通との間に子はなかった。永保元年（1081年）、77歳で薨去。

## 斎王託宣事件
長元4年6月17日、月次祭に奉仕中に神がかりの状態となり、神宮祭主大中臣輔親に託宣を下した。斎宮権頭藤原相通とその妻藤原小忌古曾の不正を糾弾し、また斎宮の冷遇は天皇の失政であると朝廷を非難した。（後述の『後拾遺集』の歌の詞書によると、託宣の際に何度も酒杯をあおったとあり、酒乱状態であったようである）
朝廷で対応が話し合われ、藤原実資は『小右記』に「斎王が託宣を告げるなどということは、前代未聞」と記している。藤原相通夫妻はそれぞれ流罪となった。
託宣の際に大中臣輔親と交わした和歌が『後拾遺集』に載せられている。

「さかづきにさやけき影のみえぬれば　ちりのおそりはあらじとをしれ」
（盃に冴えた月の光が映って見えた。不逞の輩の罪は、神の目にくっきりとお見通しだ。だから、塵ほどの心配も必要ないことを知れ。）

輔親の返歌「おほぢちゝむまごすけちかみよまでに　いたゞきまつるすべらおほんがみ」
（祖父の頼基、父の能宣、孫のわたくし輔親と、三代までもお仕え申し上げる皇祖神さま。御託宣は謹んで承りました。）